# S-PARK
『S-PARK』（スパーク）は、クロスネット局を除くフジテレビ系列局で2018年（平成30年）4月1日から2024年（令和6年）3月31日まで放送されていたフジテレビ制作のスポーツニュース番組。タイトルの『S-PARK』には『SPORTS PARK』（さまざまなスポーツ情報が集まる場所）という意味と『スポーツの一瞬の閃光、きらめき』というイメージ」を重ねていて、上記の期間中には、フジテレビ系列におけるスポーツ中継のブランドネームにも使われている。

## 概要
『スポーツLIFE HERO'S』（前番組）の放送枠と役割を継承。「『プロ野球ニュース』から続くフジテレビのスポーツニュース番組の系統の『リブランディング』によって変革を進めるスポーツニュース番組」と位置付けられている。実際には前番組に続いて、自社で制作するスポーツ中継番組とアスリート参加番組のオープニングに、当番組のタイトルロゴを用いた5秒間のアイキャッチ映像を挿入。また、放送上は『制作著作　フジテレビ』のテロップを表示していない。ただし、『鬼滅の刃』（テレビアニメ版の新作シリーズ）の放送枠を毎週日曜日の23:15 - 23:45に編成する期間（詳細後述）には、日曜版の放送時間を通常編成から30分繰り下げている（23:45 - 翌1:00）。
初代のメインキャスターには、スポーツ情報番組を初めてレギュラーで担当する宮司愛海と、本枠の前身番組（『すぽると』『スポーツLIFE HERO'S』）でも総合司会を務めた中村光宏（いずれもフジテレビアナウンサー）を土・日曜版共通で起用。男子の柔道競技で一時代を築いた野村忠宏（柔道家）が、日曜版のレギュラーコメンテーターとして『スポーツLIFE HERO'S』から続いて2021年9月まで出演していた。その一方で、『Sports Graphic Number』（文藝春秋）とのコラボレーションによる取材企画や、解説者の指示に応じてカメラワークが変わる取材企画など、新しい機軸も次々と打ち出している。また、当番組のタイトルロゴ、放送曜日、各曜日の放送開始時間、「スポーツニュースはフジテレビ」とのメッセージを記した広告を、明治神宮野球場（NPB東京ヤクルトスワローズの本拠地）バックスクリーン左側の回転式看板に掲出。2022年度からの土曜版では、中央競馬のG1レースが翌日（日曜日の午後）に組まれている場合に、DAIGOがレースのPRを兼ねていわゆる「DAI語」で発表する1着馬の予想企画を『馬好王国〜UmazuKingdom〜』（DAIGOがMCを務める競馬情報番組）のスタジオセットで収録することがあった。
番組の開始当初からキャスターを務めていた宮司と鈴木唯（土曜版→日曜版のフィールドキャスター）は、2022年4月3日放送分（日曜版）への出演を最後に他番組へ異動。翌週（同月9日の土曜版）からは、佐久間みなみを土・日曜版共通のメーンキャスターに起用したほか、土曜版でフィールドキャスターの黒瀬翔生を佐久間と同格のメーンキャスターに昇格させた。日曜版には中村も引き続き出演しているが、7月3日からは、この年にフジテレビへ入社したばかりの松﨑涼佳をフィールドキャスターに抜擢。FNNにおける平日最終版のスポーツニュース（『FNN Live News α』内のスポーツコーナー）と共同で「サキドリ!アツリート」（今後の活躍が期待されるアスリートへの取材企画）を新設した2023年2月からは、「『サキドリ!アツリート』の専属記者」という触れ込みで「サキドリくん」（空を飛ぶことを夢見るペンギンをかたどったアニメキャラクター）も登場させている。

### 『すぽると!』の復活に伴う「発展的解消」
フジテレビでは2024年3月31日（日曜日）から、『すぽると!』（2016年3月まで15年にわたって全曜日の深夜に放送していた総合スポーツニュース番組）を土・日曜日限定で8年振りに復活。これに伴って、当番組は同日未明（30日深夜）の『S-PARK　ドバイワールドカップ2024スペシャル』（競馬のドバイワールドカップ生中継を組み込んだ特別番組）をもって放送を終了した（詳細後述）。
当番組の土曜版では、2024年1月から「土曜日のキャンバス」（アスリートへの密着取材映像を活用した15分間のドキュメンタリー企画）を中心に据えた構成へ移行。スポーツニュースのパートを10分程度にまで短縮した末に、『ドバイワールドカップ2024スペシャル』の前週（同年3月24日未明）にスタジオからの全編生放送を終えた。一方の日曜版は、3月24日から25日未明にかけての生放送をもって幕を下ろしている。
もっとも、『すぽると!』の復活は当番組のリニューアルを兼ねていて、土曜版・日曜版とも放送枠やニュースパートのスタジオセットを当番組から継承
。また、当番組の最終キャスター陣のうち、佐久間・松崎・東中健（土曜版のニュースキャスター）・山本賢太（日曜版のニュースキャスター）は『すぽると!』でも続投している。さらに、『鬼滅の刃』シリーズの期間限定放送に伴う日曜版の放送枠スライド措置は、『すぽると!』の日曜版でも2024年5月から実施される。
フジテレビがこのような「発展的解消」に踏み切った背景には、前身番組に当たる『プロ野球ニュース』や『すぽると!』のブランドイメージがスポーツ関係者に強く残っている故に、当番組の認知度が開始から5年目（2023年）の時点でも取材活動へ支障を来すほどにまで低かったことが関係者から指摘されている。その一方で、2022年6月には、制作部のディレクターやプロデューサーとして『オールナイトフジ』『夕やけニャンニャン』や『とんねるずのみなさんのおかげです』シリーズなどの人気番組を支えていた港浩一が代表取締役社長に就任。就任後の番組改編では、『オールナイトフジ』の系譜を受け継ぐ『オールナイトフジコ』を2023年の4月改編から始めるなど、「（当番組の開始前から）全般に低下しているフジテレビの視聴率と存在感を、往年の人気番組を条件付きで復活させたり、派生番組を立ち上げたりすることによって再び向上させる」という路線をたどっている。このような編成上の路線変更に、パリオリンピックの開催を2024年の夏季に控えていることが相まって、「（レギュラー放送を終えてもなお）世間が慣れ親しんでいる『すぽると!』を、（パリオリンピックの開催などで）例年以上にスポーツへスポットが当たる2024年に復活させよう」との機運が局内で高まったという。

## 番組終了時点の出演者
職業（肩書）を特記していない限り、出演の時点でフジテレビの現職アナウンサー。

### メーンキャスター（総合司会）
- 佐久間みなみ（日・月曜未明〈土・日曜深夜〉）
  - 2020年7月から2022年3月までは、『Live News イット!』を担当。2021年7月3日から2022年4月3日までは、週末（土・日曜）版でスポーツキャスターを務めていた。
  - フジテレビが日本国内での地上波放送権を保有するスポーツ（世界柔道選手権・全日本フィギュアスケート選手権などの）中継を（当番組の直前などに）放送する場合や、スポーツ（競馬の凱旋門賞などの）中継を組み込んだ『Mr.サンデー』（関西テレビとの共同制作による生放送番組）との合同特別番組を日曜日に編成する場合に、中継の進行役を兼務することがあった。
  - 2024年の4月改編から当番組の放送枠を引き継ぐ『すぽると!』では、日曜版に限ってメーンキャスターを続けている。
- 中村光宏（月曜未明〈日曜深夜〉） 
  - 番組開始の当初から、オリンピックが開催されるたびにテレビ中継の実況・リポート要員としてジャパンコンソーシアムに派遣されているため、派遣期間中は他のキャスター陣で中村の役割を分担していた。
- 黒瀬翔生（日曜未明〈土曜深夜〉） 
  - 番組開始から2020年1月までは日曜版、以降は2022年3月まで土曜版のフィールドキャスターを務めていた。2022年10月から2023年9月までは、日曜版のニュースキャスターを兼務。

### フィールドキャスター
- 松﨑涼佳（月曜未明〈日曜深夜〉）
  - フジテレビへの入社後初めてレギュラーで担当する番組で、2022年7月3日から出演[6]。佐久間が休暇以外の事情（海外取材など）でスタジオに登場できない場合には、曜日を問わずメーンキャスターを代行していた。
  - 当番組へのキャスター就任を機に、フジテレビが全国ネット向けに制作する（出雲全日本大学選抜駅伝などの）スポーツ中継にもリポーターとして出演。2022年10月7日からは『FNN Live News α』金曜日のスポーツキャスター、2023年1月10日からは『ぽかぽか』火曜日→月曜日の進行役も兼務していた。
  - 2024年の4月改編からは、『すぽると!』の土曜版でメーンキャスターを担当。

### ニュースキャスター
- 東中健（日曜未明 ＜土曜深夜＞ ）
  - 2024年1月から担当。
- 山本賢太（月曜未明 ＜日曜深夜＞ ）
  - 2023年10月から担当。

いずれも、『すぽると!』のニュースパートで同じ曜日を引き続き担当。ニュースパートでは、当番組と同じスタジオセットを使用している。

### 「野球解」（野球関連のレギュラーコメンテーター）
いずれも元プロ野球選手で、以下の人物から、基本として1名がスタジオに登場。VTRのみで出演することや、メーンキャスターと共同で公式戦や春季キャンプなどの取材に赴くこともある。
土曜レギュラー
- 野村弘樹
- 真中満
  - いずれも、最終回に当たる2024年3月31日まで出演。

日曜レギュラー
- 谷繁元信（2024年3月17日まで出演）
  - 現役時代のポジションは捕手。NPBの一軍公式戦では、大洋ホエールズへ入団した1989年から、中日で現役を引退する2015年まで27シーズン続けて本塁打を記録していた。この記録が2022年5月に「プロ野球選手による本塁打最多連続シーズン数」としてギネス世界記録に認定されたため、本人が出演していた同月29日放送分の本番中には、ギネス世界記録の公式認定証を日本人の公式認定員から授与されている。
- 藤川球児（2021年6月から2024年3月24日まで出演→『すぽると!』でも続投）[注 2]
  - 藤川以外の解説者は、平日にフジテレビONEで『プロ野球ニュース』の解説と曜日別のMCを担当。藤川は他の解説者と違って、2023年に入ってから、スタジオへの出演をFNN全国ニュースパートの直前で切り上げることが相次いでいた。
  - 佐久間がメーンキャスターに就任してからの日曜版には、就任するまで野球関連の取材を本格的に経験していなかった佐久間のサポート役として、基本として谷繁と藤川が交互にスタジオへ登場。土曜版には、野村と真中が交互に出演していた。
  - 公式サイトでは2023年6月から、上記の4名を「レギュラー解説者」として扱うとともに、4名の出演（予定）日を月単位で紹介。その一方で、同年7月23日放送分の日曜版からは、福留孝介も「野球解説」を担当していた。

## 歴代の出演者

### レギュラーキャスター
日本国内における新型コロナウイルスへの感染拡大を踏まえて、2020年4月5日 - 6月14日、2021年1月30日 - 3月21日、2021年4月24日 - 6月20日の期間には、土曜版と日曜版で出演者を分けていた（いわゆる「2班体制」）。
| 期間 | 期間       | 総合司会(メーンキャスター)  | 総合司会(メーンキャスター) | フィールドキャスター | フィールドキャスター | ニュースキャスター | ニュースキャスター |
| 期間 | 期間       | 土曜版                      | 日曜版                     | 土曜版               | 日曜版               | 土曜版             | 日曜版             |
| --- | ---------- | --------------------------- | -------------------------- | -------------------- | -------------------- | ------------------ | ------------------ |
| 2018.4.1 | 2018.7.1   | 宮司愛海3 中村光宏4         | 宮司愛海3 中村光宏4        | 鈴木唯2・3           | 黒瀬翔生3            | 松村未央1・2       | 松村未央1・2       |
| 2018.7.7 | 2019.3.31  | 宮司愛海3 中村光宏4         | 宮司愛海3 中村光宏4        | 鈴木唯2・3           | 黒瀬翔生3            | 久代萌美5          | 久代萌美5          |
| 2019.4.6 | 2020.2.1   | 宮司愛海3 中村光宏4         | 宮司愛海3 中村光宏4        | 鈴木唯2・3           | 黒瀬翔生3            | 久代萌美           | 石本沙織           |
| 2020.2.8 | 2020.3.29  | 宮司愛海3 中村光宏4         | 宮司愛海3 中村光宏4        | 黒瀬翔生3            | 鈴木唯2・3           | 久代萌美           | 石本沙織           |
| 2020.4.4 | 2020.4.5   | 鈴木唯2・3 黒瀬翔生3        | 宮司愛海 中村光宏4         | （不在）             | （不在）             | 新美有加5          | 竹内友佳6          |
| 2020.4.11 | 2020.6.14  | 鈴木唯2・3 黒瀬翔生3        | 宮司愛海 中村光宏4         | （不在）             | （不在）             | 新美有加5          | 大川立樹           |
| 2020.6.20 | 2021.1.24  | 宮司愛海                    | 宮司愛海 中村光宏4         | 黒瀬翔生3            | 鈴木唯2・3           | 新美有加5          | 大川立樹           |
| 2021.1.30 | 2021.3.21  | 鈴木唯2・3 黒瀬翔生         | 宮司愛海 中村光宏4         | （不在）             | （不在）             | 新美有加5          | 大川立樹           |
| 2021.3.27 | 2021.3.28  | 宮司愛海 中村光宏4          | 宮司愛海 中村光宏4         | （不在）             | 鈴木唯2・3           | 新美有加5          | （週替わり）       |
| 2021.4.3 | 2021.4.18  | 宮司愛海                    | 宮司愛海 中村光宏4         | 黒瀬翔生2            | 鈴木唯2・3           | 森本さやか7        | （週替わり）       |
| 2021.4.24 | 2021.6.20  | 鈴木唯2 黒瀬翔生2           | 宮司愛海 中村光宏4         | （不在）             | （不在）             | 森本さやか7        | （週替わり）       |
| 2021.6.26 | 2021.6.27  | 宮司愛海                    | 宮司愛海 中村光宏4         | 黒瀬翔生2            | 鈴木唯2・3           | 森本さやか7        | （週替わり）       |
| 2021.7.3 | 2021.7.11  | 宮司愛海                    | 宮司愛海 中村光宏4         | 黒瀬翔生2            | 鈴木唯2・3           | （日替わり）       | （日替わり）       |
| 2021.7.17 | 2021.8.8   | 宮司愛海                    | 宮司愛海 黒瀬翔生2・8      | 黒瀬翔生2            | 鈴木唯2・3           | （日替わり）       | （日替わり）       |
| 2021.8.14 | 2022.1.23  | 宮司愛海                    | 宮司愛海 中村光宏4         | 黒瀬翔生2            | 鈴木唯2・3           | （日替わり）       | （日替わり）       |
| 2022.1.29 | 2022.1.30  | 鈴木唯2・9 黒瀬翔生2・9     | 鈴木唯2・9 黒瀬翔生2・9    | （不在）             | （不在）             | （日替わり）       | （日替わり）       |
| 2022.2.5 | 2022.2.20  | 黒瀬翔生2・9                | 鈴木唯2・3・9 黒瀬翔生2・9 | （不在）             | （不在）             | （日替わり）       | （日替わり）       |
| 2022.2.26 | 2022.2.27  | 鈴木唯2・3・9 黒瀬翔生2・9  | 鈴木唯2・3・9 黒瀬翔生2・9 | （不在）             | （不在）             | （日替わり）       | （日替わり）       |
| 2022.3.4 | 2022.4.3   | 宮司愛海                    | 宮司愛海 中村光宏4         | 黒瀬翔生2            | 鈴木唯2・3・13       | （日替わり）       | （日替わり）       |
| 2022.4.9 | 2022.6.26  | 佐久間みなみ10 黒瀬翔生10   | 佐久間みなみ10 中村光宏4   | （不在）             | （不在）             | （日替わり）       | （日替わり）       |
| 2022.7.3 | 2022.9.11  | 佐久間みなみ10 黒瀬翔生10   | 佐久間みなみ10 中村光宏4   | （不在）             | 松﨑涼佳             | （日替わり）       | （日替わり）       |
| 2022.9.17 | 2022.9.25  | 黒瀬翔生10 松﨑涼佳12       | 中村光宏4 松﨑涼佳12       | （不在）             | （不在）             | （日替わり）       | （日替わり）       |
| 2022.10.1 | 2022.10.2  | 佐久間みなみ 黒瀬翔生10・11 | 佐久間みなみ 中村光宏4     | （不在）             | 松﨑涼佳2・14        | 新美有加5          | 田淵裕章           |
| 2022.10.8 | 2023.9.24  | 佐久間みなみ 黒瀬翔生10・11 | 佐久間みなみ 中村光宏4     | （不在）             | 松﨑涼佳2・14        | 新美有加5          | 黒瀬翔生10         |
| 2023.10.1 | 2023.12.24 | 佐久間みなみ 黒瀬翔生10・11 | 佐久間みなみ 中村光宏4     | （不在）             | 松﨑涼佳2・14        | 新美有加5          | 山本賢太14・15     |
| 2024.1.6 | 2024.3.31  | 佐久間みなみ 黒瀬翔生10・11 | 佐久間みなみ 中村光宏4     | （不在）             | 松﨑涼佳2・14        | 東中健             | 山本賢太14・15     |
| - 1 『スポーツLIFE HERO'S』から続役。 - 2 平日の最終ニュース番組を兼務（現在は『FNN Live News α』 を放送、担当曜日・期間は各番組のページを参照）。 - 3 『めざましテレビ』を兼務（担当曜日・期間は各番組のページを参照）。 - 4 『ノンストップ!』を兼務（担当曜日・期間は各番組のページを参照）。 - 5 『週刊フジテレビ批評』を兼務。 - 6 産前産後休暇を取得した山中章子に代わって『FNNニュース』（日曜早朝分）と『FNN Live News days』のキャスターへ異動したことに伴って降板。 - 7 アナウンス職から異動したため降板。 - 8 中村が2020年東京オリンピックのジャパンコンソーシアムに参加した時の代役。 - 9 宮司・中村が2022年北京オリンピックの現地取材・実況中継に参加する時の代役。 - 10 『ポップUP!』を兼務（担当曜日・期間は各番組のページを参照）。 - 11 当番組のニュースキャスターを兼務。 - 12 佐久間がスポーツ取材でドイツへ滞在していた時の代役。 - 13 降板後も、2022 FIFAワールドカップ期間中の放送で、 開催国のカタールから大久保嘉人と共に生中継リポートで出演。 - 14 『ぽかぽか』を兼務。 - 15 『Live News イット!』を兼務。 |            |                             |                            |                      |                      |                    |                    |

### ニュースキャスター（週替わり→日替わり）
| 「S-PARK」ニュースキャスター一覧 | 「S-PARK」ニュースキャスター一覧 |
| 担当者(入社順)                   | 担当月日（日付は放送日基準） |
| -------------------------------- | --- |
| 青嶋達也                         | 2021年（7月11日、8月15日、10月24日、12月12日） 2022年（2月26日、9月25日） |
| 奥寺健                           | 2021年（3月28日、7月3日・10日・31日、8月7日、9月4日・19日・25日・26日、10月17日、11月6日・28日、12月11日・26日） 2022年（1月29日、2月5日・20日、3月20日、4月9日、5月29日、7月16日、8月14日、9月4日） |
| 森昭一郎                         | 2021年（担当なし） 2022年（3月27日） |
| 渡辺和洋                         | 2021年（8月28日、9月11日・18日、10月2日・10日・16日・30日、11月13日・20日、12月4日・18日・25日） 2022年（1月15日、2月19日、3月5日・12日、4月16日・30日、6月25日、7月23日）                           |
| 田淵裕章                         | 2021年（4月18日、5月23日、6月6日、10月9日、12月19日） 2022年（1月23日、2月27日、5月1日、6月12日、8月28日）                                                                                           |
| 立本信吾                         | 2021年（11月27日） 2022年（3月19日、6月19日、7月24日） |
| 谷岡慎一                         | 2021年（7月18日・24日、8月21日、10月23日） 2022年（1月16日、3月26日、5月15日、8月6日） |
| 酒主義久                         | 2021年（担当なし） 2022年（5月28日） |
| 木村拓也                         | 2021年（担当なし） 2022年（5月7日、6月18日、9月3日） |
| 新美有加                         | 2021年（9月5日、11月7日） 2022年（1月22日、2月12日、4月23日、5月14日、6月4日、7月9日、8月13日） |
| 鈴木唯                           | 2021年（担当なし） 2022年（8月7日、9月24日） |
| 上中勇樹                         | 2021年（4月25日、7月4日・25日、8月1日・22日、10月3日） 2022年（1月30日、3月13日、4月3日、5月8日・22日、6月26日、7月30日、8月27日、9月18日）                                                          |
| 藤井弘輝                         | 2021年（9月12日、11月21日） 2022年（4月17日、6月5日、8月21日） |
| 安宅晃樹                         | 2021年（12月5日） 2022年（1月9日、2月13日、4月10日、6月11日、7月2日、8月20日、9月10日） |
| 大川立樹                         | 2021年（7月17日、8月14日） 2022年（2月6日） |
| 今湊敬樹                         | 2021年（8月8日） 2022年（担当なし） |
| 堀池亮介                         | 2021年（11月14日） 2022年（7月17日） |
| 佐久間みなみ                     | 2021年（担当なし） 2022年（3月6日） |
| 德田聡一朗                       | 2021年（担当なし） 2022年（4月2日・24日、5月21日、7月3日・31日、9月11日） |
| 山本賢太                         | 2021年（担当なし） 2022年（9月17日） |
| 鈴木芳彦                         | 2021年（担当なし） 2022年（1月8日） |
| 小穴浩司                         | 2021年（4月11日、5月23日、6月20日） 2022年（担当なし） |
| 大村晟                           | 2021年（4月4日、5月2日・6日・30日、6月13日・27日） 2022年（担当なし） |
| 内野泰輔                         | 2021年（8月29日） 2022年（担当なし） |
| 放送休止・ ニュースなし          | 2021年（10月31日） 2022年（1月1日・2日、7月10日） |

- 2022年9月を以ってシフト制を終了。

| 当番組の兼務担当者・ 他部署へ異動した元アナウンサー一覧 | 当番組の兼務担当者・ 他部署へ異動した元アナウンサー一覧                                                                                      |
| 兼務番組・他部署へ異動                                  | 兼務者・異動者 |
| ------------------------------------------------------- | --- |
| Live News イット! Weekend                               | 奥寺健 |
| FNN Live News α                                         | 上中勇樹・今湊敬樹 |
| めざましどようび                                        | 大川立樹 |
| 日曜報道 THE PRIME                                      | 安宅晃樹 |
| 週刊フジテレビ批評                                      | 奥寺健・渡辺和洋・新美有加 |
| 週刊 プライムオンラインS                                | 渡辺和洋 |
| BSフジLIVE プライムニュース                             | 渡辺和洋・田淵裕章・新美有加 |
| プライムオンラインTODAY                                 | 藤井弘輝・德田聡一朗 |
| Live News イット!                                       | 木村拓也・山本賢太 |
| めざましテレビ                                          | 森昭一郎・酒主義久・鈴木唯・ 藤井弘輝・大川立樹・德田聡一朗                                                                                  |
| めざまし8                                               | 奥寺健・酒主義久・堀池亮介 |
| ノンストップ!                                           | 渡辺和洋・谷岡慎一 |
| FNN Live News days                                      | 立本信吾・安宅晃樹 |
| ぽかぽか                                                | 青嶋達也・堀池亮介・山本賢太 |
| 競馬キャスター・実況                                    | 青嶋達也・立本信吾・谷岡慎一・ 酒主義久・上中勇樹・今湊敬樹・ 德田聡一朗                                                                     |
| スポーツ中継・実況                                      | 青嶋達也・森昭一郎・渡辺和洋・ 田淵裕章・立本信吾・谷岡慎一・ 酒主義久・木村拓也・鈴木唯・ 上中勇樹・大川立樹・今湊敬樹・ 堀池亮介・山本賢太 |
| 他部署へ異動・退社                                      | 鈴木芳彦・小穴浩司・大村晟・ 内野泰輔 |

### コメンテーター
- 野村忠宏（柔道家/2018年4月 - 2021年9月[12]）
  - 前番組の『HERO'S』に続いての「レギュラーコメンテーター」として、日曜版に出演。フジテレビの世界柔道選手権中継では、当番組へのレギュラー出演を終了してからも、解説を引き続き担当している。
- 立浪和義（元プロ野球選手/「野球解説」、2018年4月 - 2021年12月）
  - 前番組の『HERO'S』に続いて、不定期で出演。現役時代に一貫して在籍していた中日ドラゴンズへ一軍監督として復帰することに伴って降板した。
  - 中日監督就任後の2023年5月18日にバンテリンドーム ナゴヤで組まれていた阪神タイガースとのナイトゲームでは、地元（愛知県名古屋市）出身の佐久間が、当番組のPRを兼ねて試合前の始球式に登場[13]。当番組では、佐久間が「人生初」という始球式に向けて野村弘樹（現役時代は左投手）などから指導を受けていた映像や、始球式に先駆けて立浪への挨拶に出向いた映像などを同月20日未明の土曜版で放送した。
    - 佐久間は、2023年8月27日（日曜日）の広島東洋カープ対東京ヤクルトスワローズ戦（マツダスタジアムでのナイトゲーム）でも、前述した「FIVBパリ五輪予選  2023年ワールドカップバレーボール」のPRを兼ねて始球式に臨んだ[14]。当日の日曜版は「夏休みスペシャル」として編成されたため、佐久間は試合が終わったばかりのスタジアムからの生中継、松崎は2023年FIBAバスケットボール・ワールドカップ1次ラウンド・グループE（沖縄グループステージ）の日本代表対フィンランド代表戦が催されていた沖縄アリーナ前からの生中継で出演。

### オリンピックメインキャスター
- 村上信五（関ジャニ∞/フジテレビ系『東京2020オリンピック』及び『北京2022オリンピック』メインキャスターとして不定期出演。2021年6月26日から7月24日まで、8月15日、10月23日・30日、11月13日、12月4日・11日・25日、2022年1月8日・29日、2月5日・12日、土曜版に出演。）[15][注 4]

### 東京2020オリンピック　アスリート・メインキャスター
- 宮里藍（元プロゴルファー/2020年1月5日から2021年8月15日まで日曜版に出演）

## 特別編成
- 毎年10月の第1日曜日にパリロンシャン競馬場（フランス）で開催される凱旋門賞（競馬の重賞競走）に日本での調教馬が出走する場合には、『スポーツLIFE HERO'S』時代の2016年から、放送枠を『Mr.サンデー』（関西テレビ・フジテレビの共同制作による前枠番組）と統合。当番組の開始後は、中継しなかった2020年を除きこの場合に『Mr.サンデー×S-PARK　超合体スペシャル』というタイトルで編成していた。放送時間は基本として21:00 - 翌0:30[注 5]で、23時台の前半に凱旋門賞の生中継を組み込むほか、生中継の終了後には宮根誠司（フリーアナウンサーで『Mr.サンデー』のMC）が当番組のスタジオに「ゲスト」扱いで登場している[注 6]。
- 日曜日に国政選挙が執行される場合には、当日分の投票締切時刻の直前から翌日の未明にかけてFNN開票特別番組が編成される関係で、スポーツ以外のニュースを組み込まない短縮版を以下のように放送していた。
  - 2021年10月31日（第49回衆議院議員総選挙執行日）：中村・鈴木の出演による短縮版を、23:50 - 翌0:10に放送。
  - 2022年7月10日（第26回参議院議員通常選挙執行日）：佐久間の出演による短縮版を、23:50 - 翌0:10に放送。
- 2021年2月13日の放送は、福島県沖地震による報道特別番組が23:11 - 翌1:25（放送日基準・JST）で編成され、その番組に新美と野島卓が出演したため、番組内ニュースは奥寺が代行。また、通常の番組後半に加え冒頭にもニュースが編成された。なお、報道特別番組以降、1:25からは通常番組に戻された（地震発生により中断した土曜プレミアム「ヲタクに恋は難しい」の途中より再開）ため、当番組は2時間15分遅れの3:00 - 3:40（JST）で放送された。
- 同年7月25日・8月1日の放送は、本来のスタジオではなくフジテレビ東京五輪特設スタジオ「つながる球体SPECIALPARK」[注 7]より放送。
- 同年12月25日は、前半は本来のスタジオではなく全日本フィギュアスケート選手権が行われたさいたまスーパーアリーナより放送。宮司・村上と、この選手権の女子シングルで優勝した坂本花織が出演。後半は本来のスタジオより黒瀬が出演。
- 翌12月26日は、前半は本来のスタジオではなく全日本フィギュアスケート選手権が行われたさいたまスーパーアリーナより放送。宮司・中村と、この選手権の男子シングルで優勝した羽生結弦・2位宇野昌磨・3位鍵山優真が出演。後半は本来のスタジオより鈴木が出演（当該選手権放送のため開始は10分繰り下げ）。
- 2022年1月15日の放送は南太平洋のフンガ・トンガ＝フンガ・ハアパイ火山の海底火山が噴火したことに伴い、日本国内に津波警報・注意報が発表されたため、0:33 - 2:08（放送日基準・JST）で報道特別番組が編成され、2:08からは通常番組に戻された（津波警報の発表により中断した『土ドラ・おいハンサム!!』（東海テレビ制作）の途中より再開）ため、当番組は1時間35分遅れの2:40 - 3:20（JST）で放送された。
- 2023年7月第3週分の土曜版については、フジテレビ系列で22日（土曜日）の18:30から23日（日曜日）の21:54まで『FNS27時間テレビ 鬼笑い祭』が編成されていた関係で、「明石家さんまのラブメイト10」パート（22日の23:30 - 23日の2:00）の生放送中（23日の1:35 - 1:50頃）に「ラブメイト10×S-PARK」として内包。「ラブメイト10」のスタジオセットに佐久間が出向いたうえで、前日（22日）のスポーツニュースから5項目を伝えたほか、高橋渚（明石家さんまが「気になる女性」の1人に挙げている女子走り高跳び選手）への密着取材特集を放送した。
  - 「ラブメイト10」の終了直後には、通常の土曜版と同じ体裁の全国ニュースを新実が担当。佐久間と松崎は、23日深夜の日曜版へ出演する前に、『FNS27時間テレビ』エンディングパート恒例の（通常はフジテレビの新人アナウンサーだけが担う）「提供読み」へ特別に加わっていた[注 8]。
- 同年9月3日・10日の日曜版では、（フジテレビ系列で一部の試合を中継した）「FIVBパリ五輪予選  2023年ワールドカップバレーボール」の開幕を目前に控えていることを背景に、放送枠を通常編成（23:15 - 翌0:30）から10分拡大したうえで2部構成化。第1部（23:15 - 23:25）を『S-PARK バレーボールスペシャル』[注 9]としてバレーボール男子・女子日本代表チームの中軸を担う選手の紹介に特化する一方で、通常の本編を第2部（23:25 - 翌0:40）に充てていた。
- 当番組の最終回に当たる『ドバイワールドカップ2024スペシャル』（2024年3月31日の未明に放送）では、フジテレビおよび、関西テレビ以外のネット局で放送枠を1:00 - 2:40に設定。関西テレビのみ、序盤（1:00 - 1:25）と終盤（2:15 - 2:40）の同時ネットを実施する一方で、中盤の時間帯（1:25 - 2:15）を『うまんちゅ　50分拡大生放送スペシャル』（ドバイワールドカップの生中継や現地からのリポートを独自に組み込んだ企画ネット方式の自社制作番組）に差し替える措置を講じた。ちなみに、『うまんちゅ』内で関西ローカル向けに放送されたドバイワールドカップの生中継では、オブチューブ[要説明]で川島壮雄（関西テレビのスポーツアナウンサー）が実況を担当。
  - 『うまんちゅ』は中央競馬のレース予想企画などで構成されている日本中央競馬会単独提供のバラエティ番組で、フジテレビにおける『馬好王国』（前述）→『ウマウマ! 〜アノミズキのビギナー育成TV〜』（2023年10月以降の後継番組）に相当。当番組の放送期間中における関西テレビの通常編成では、東海テレビ・テレビ西日本・テレビ新広島との同時ネットによる収録放送を土曜版の後枠（日曜日の1:15 - 1:45）で実施していた。もっとも、関西テレビ以外の3局では、『ドバイワールドカップ2024スペシャル』をフルネットで生放送。
  - 関西テレビが中盤を『うまんちゅ　50分拡大生放送スペシャル』に差し替えたのは、当番組の『ドバイワールドカップ2024スペシャル』が「（FNS東日本ブロックネット番組のため関西テレビを含めた西日本では放送されていない）『ウマウマ!』とのコラボレーション企画」であったことによる。ちなみに、序盤はドバイワールドカップのレース中継（実況はフジテレビアナウンサーの酒主義久）と、『ウマウマ!』にもレギュラーで出演しているDAIGOの現地リポート企画で構成。終盤では、野村弘樹と真中によるフジテレビ本社スタジオでの解説を交えた（前日開催の）NPBレギュラーシーズン開幕カード第2戦（全6試合）のダイジェスト→その他のスポーツダイジェスト→全国向けの「FNNニュース」→6年間にわたった土・日曜版の放送を秘蔵映像で振り返る「総集編」の順に放送してから、当日のスタジオ出演者（佐久間・黒瀬・野村・真中）から視聴者に向けた挨拶と佐久間による『すぽると!』の告知で締めくくった。

## プロ野球100人分の1位
日本プロ野球のシーズン終了後に行われる名物企画で、現役選手100人による選手間投票で各部門の1位が決定される。また、この企画では誰がどの選手に投票したかも開示されるのが特徴である。

## ネット局と放送時間
前番組の『スポーツLIFE HERO'S』と同様に、日本テレビ系列とのクロスネット局であるテレビ大分（TOS）・テレビ宮崎（UMK）を除くフジテレビ系列の全局で同時ネットを実施。TOSとUMKは、日本テレビ系列での裏番組に当たる『Going!Sports&News』（日本テレビ制作）の同時ネットを優先していた。

### ネット局
| 放送対象地域   | 放送局                    | 系列           | 放送時間                     | 放送時間            | 備考      |
| 放送対象地域   | 放送局                    | 系列           | 土曜版                       | 日曜版              | 備考      |
| -------------- | ------------------------- | -------------- | ---------------------------- | ------------------- | --------- |
| 関東広域圏     | フジテレビ（CX）          | フジテレビ系列 | 日曜 0:35 - 1:15（土曜深夜） | 日曜 23:15 - 翌0:30 | 制作局    |
| 北海道         | 北海道文化放送（UHB）     | フジテレビ系列 | 日曜 0:35 - 1:15（土曜深夜） | 日曜 23:15 - 翌0:30 |           |
| 岩手県         | 岩手めんこいテレビ（mit） | フジテレビ系列 | 日曜 0:35 - 1:15（土曜深夜） | 日曜 23:15 - 翌0:30 |           |
| 宮城県         | 仙台放送（OX）            | フジテレビ系列 | 日曜 0:35 - 1:15（土曜深夜） | 日曜 23:15 - 翌0:30 |           |
| 秋田県         | 秋田テレビ（AKT）         | フジテレビ系列 | 日曜 0:35 - 1:15（土曜深夜） | 日曜 23:15 - 翌0:30 |           |
| 山形県         | さくらんぼテレビ（SAY）   | フジテレビ系列 | 日曜 0:35 - 1:15（土曜深夜） | 日曜 23:15 - 翌0:30 |           |
| 福島県         | 福島テレビ（FTV）         | フジテレビ系列 | 日曜 0:35 - 1:15（土曜深夜） | 日曜 23:15 - 翌0:30 |           |
| 新潟県         | NST新潟総合テレビ（NST）  | フジテレビ系列 | 日曜 0:35 - 1:15（土曜深夜） | 日曜 23:15 - 翌0:30 | [ 注 10 ] |
| 長野県         | 長野放送（NBS）           | フジテレビ系列 | 日曜 0:35 - 1:15（土曜深夜） | 日曜 23:15 - 翌0:30 |           |
| 静岡県         | テレビ静岡（SUT）         | フジテレビ系列 | 日曜 0:35 - 1:15（土曜深夜） | 日曜 23:15 - 翌0:30 |           |
| 富山県         | 富山テレビ（BBT）         | フジテレビ系列 | 日曜 0:35 - 1:15（土曜深夜） | 日曜 23:15 - 翌0:30 |           |
| 石川県         | 石川テレビ（ITC）         | フジテレビ系列 | 日曜 0:35 - 1:15（土曜深夜） | 日曜 23:15 - 翌0:30 |           |
| 福井県         | 福井テレビ（FTB）         | フジテレビ系列 | 日曜 0:35 - 1:15（土曜深夜） | 日曜 23:15 - 翌0:30 |           |
| 中京広域圏     | 東海テレビ（THK）         | フジテレビ系列 | 日曜 0:35 - 1:15（土曜深夜） | 日曜 23:15 - 翌0:30 |           |
| 近畿広域圏     | 関西テレビ（KTV）         | フジテレビ系列 | 日曜 0:35 - 1:15（土曜深夜） | 日曜 23:15 - 翌0:30 |           |
| 島根県・鳥取県 | さんいん中央テレビ（TSK） | フジテレビ系列 | 日曜 0:35 - 1:15（土曜深夜） | 日曜 23:15 - 翌0:30 |           |
| 岡山県・香川県 | 岡山放送（OHK）           | フジテレビ系列 | 日曜 0:35 - 1:15（土曜深夜） | 日曜 23:15 - 翌0:30 |           |
| 広島県         | テレビ新広島（TSS）       | フジテレビ系列 | 日曜 0:35 - 1:15（土曜深夜） | 日曜 23:15 - 翌0:30 |           |
| 愛媛県         | テレビ愛媛（EBC）         | フジテレビ系列 | 日曜 0:35 - 1:15（土曜深夜） | 日曜 23:15 - 翌0:30 |           |
| 高知県         | 高知さんさんテレビ（KSS） | フジテレビ系列 | 日曜 0:35 - 1:15（土曜深夜） | 日曜 23:15 - 翌0:30 |           |
| 福岡県         | テレビ西日本（TNC）       | フジテレビ系列 | 日曜 0:35 - 1:15（土曜深夜） | 日曜 23:15 - 翌0:30 |           |
| 佐賀県         | サガテレビ（STS）         | フジテレビ系列 | 日曜 0:35 - 1:15（土曜深夜） | 日曜 23:15 - 翌0:30 |           |
| 長崎県         | テレビ長崎（KTN）         | フジテレビ系列 | 日曜 0:35 - 1:15（土曜深夜） | 日曜 23:15 - 翌0:30 |           |
| 熊本県         | テレビ熊本（TKU）         | フジテレビ系列 | 日曜 0:35 - 1:15（土曜深夜） | 日曜 23:15 - 翌0:30 |           |
| 鹿児島県       | 鹿児島テレビ（KTS）       | フジテレビ系列 | 日曜 0:35 - 1:15（土曜深夜） | 日曜 23:15 - 翌0:30 |           |
| 沖縄県         | 沖縄テレビ（OTV）         | フジテレビ系列 | 日曜 0:35 - 1:15（土曜深夜） | 日曜 23:15 - 翌0:30 |           |

### 基本放送時間の変遷
日曜版のみ記載。
| 期間       | 期間       | 放送時間（日本時間） |                                                              |
| ---------- | ---------- | -------------------- | ------------------------------------------------------------ |
| 2018.04.01 | 2021.09.26 | 日曜 23:15 - 翌0:30  |                                                              |
| 2021.10.10 | 2022.02.13 | 日曜 23:45 - 翌1:00  | 『鬼滅の刃 無限列車編/遊郭編』放送のため、基本30分繰り下げ。 |
| 2022.02.20 | 2023.04.02 | 日曜 23:15 - 翌0:30  |                                                              |
| 2023.04.09 | 2023.06.18 | 日曜 23:45 - 翌1:00  | 『鬼滅の刃 刀鍛冶の里編』放送のため、基本30分繰り下げ。      |
| 2023.06.25 | 2024.03.24 | 日曜 23:15 - 翌0:30  |                                                              |

## スタッフ
- 技術：fmt
- 美術プロデュース：副島翔太郎[17]
- デザイン：邨山直也
- アートコーディネーター：塩谷達郎
- 大道具：浅見大
- 大道具操作：西田武史
- 電飾：後藤佑介
- アクリル装飾：織田秀幸
- LED：齋藤淳之介
- ディレクター：穂刈貴誠、坂詰修
- チーフディレクター：黒崎遼
- プロデューサー：宮下正孝、齋藤拓也
- チーフプロデューサー：蓮沼貴宏
- 制作協力：ビー・ブレーン、fmt（旧東京フイルム・メート）、S-BAKUFU（エスバクフ）
- 制作：フジテレビニュース総局スポーツ局スポーツ部
- 製作著作：フジテレビ

### 過去のスタッフ
- チーフディレクター：尾﨑雄介
- プロデューサー：田中大樹
- チーフプロデューサー：太田光史